# Millennium Iconoclast Museum of Art
Het  Millennium Iconoclast Museum of Art  (MIMA) was van 2016 tot 2025 een privaat museum voor hedendaagse kunst in de Brusselse gemeente Sint-Jans-Molenbeek. Het museum bevond zich aan de Henegouwenkaai 41 langs het kanaal Brussel-Charleroi.

## Geschiedenis
Het museum was gehuisvest in de voormalige brouwerij van Belle Vue. Het opende zijn deuren op 15 april 2016. De opening was eigenlijk een maand eerder gepland, maar werd uitgesteld door de aanslagen van 22 maart. Het museum toonde een permanente collectie van ongeveer veertig werken geschonken door een mecenas, en organiseerde daarnaast tijdelijke tentoonstellingen. Verder had het vier verdiepingen tellende museum een museumwinkel, een eetgelegenheid en twee panoramische uitkijkpunten over het kanaal en Brussel.

Het museumaanbod mikte op kunst vanaf het jaar 2000 onder het motto cultuur 2.0 of internetcultuur. Bij dit alles speelden minder voor de hand liggende muzikale genres zoals rock, electro, hiphop en folk een rol. Ook grafische kunstuitingen, tatoeage, urban street art en zelfs sporten als skateboarding en surfing kwamen aan bod.
De Brusselse regering kende aan het MIMA een subsidie toe van 40.000 euro voor het organiseren van de eerste drie tentoonstellingen in 2016 en 2017. Men kon vlak na de opening van het museum rekenen op een duizendtal bezoekers per week. Alice van den Abeele, die het museum samen met Raphaël Cruyt, Michel en Florence de Launoit oprichtte, werd door Politico Europe begin 2017 uitgeroepen tot een van de 28 toekomstbepalende personen van Europa. In maart 2020 lanceerde het museum een crowdfundingcampagne om de verliezen op te vangen veroorzaakt door de verplichte sluiting vanwege de coronacrisis.
Het museum kondigde aan dat het op 5 januari 2025 zou sluiten omdat het niet meer rendabel was sinds de afsluiting van de instabiele kaaien voor autoverkeer. Twee tentoonstellingen die nog gepland waren, werden geannuleerd.

## Tijdelijke tentoonstellingen

### 2016
De openingstentoonstelling heette City Lights met vijf kunstenaars uit Brooklyn met name Maya Hayuk en Momo bekend om hun kleurrijke mural art, Swoon en het duo Faile.

### 2017
- De graffitikunstenaar Boris Tellegen, beter bekend als Delta, stond centraal in de tweede expositie A Friendly Takeover. Verder was er werk te zien van onder meer Swoon, Escif, KATSU, FAILE, Barry McGee, Ari Marcopoulos, Parra, Invader, Maya Hayuk en Fuzi UVTPK.[8]
- De derde tentoonstelling Art is comic toonde werk van zes jonge kunstenaars die hun publiek bereikten via de sociale netwerken. Alle zes bevinden zij zich in het grensgebied tussen strip, illustratie, cartoon en animatie. Mima wilde er met pretparkachtige installaties humorvolle en esthetische ervaringen oproepen. De expositie toonde werk van Brecht Evens die via een aantal storyboards een inkijk gaf rond de creatie van zijn striproman The city of Belgium. Verder werk van Brecht Vandenbroucke, Mon Colonel&Spit, Jean Jullien, de Deense HuskMitNavn (dat staat voor Herinner je je mijn naam?) en Joan Cornellà.[9][10]

### 2018
- Wonderland (januari-april), installaties van de Zweedse streetartkunstenaars Akay en Olabo.
- Get up, stand up! (mei-september), meer dan 450 protestaffiches uit de periode van mei 1968 tot 1973, uit een dertigtal landen. Plus de installaties "Frappez les gradés" van Julio Le Parc, voor het eerst gecreëerd in 1971.